# JTEKT Stings 2019-2020
Questa voce raccoglie le informazioni riguardanti i JTEKT Stings nella stagione 2019-2020.

## Stagione
I JTEKT Stings partecipano alla stagione 2019-20 senza alcuna denominazione sponsorizzata.
In seguito alla cancellazione della Coppa dell'Imperatore e del Torneo Kurowashiki a causa della pandemia di COVID-19 in Giappone, partecipano alla sola V.League Division 1: dopo il secondo posto in regular season, superano i Suntory Sunbirds in semifinale e poi i Panasonic Panthers in finale, conquistando il primo titolo nazionale della propria storia.

## Organigramma societario
Area direttiva
- Presidente: Yoji Hayano

Area tecnica
- Allenatore: Shinji Takahashi
- Assistente allenatore: Federico Fagiani, Tomoaki Wakayama

## Rosa
| N° | Nome              | Ruolo | Data di nascita   | Nazionalità sportiva |
| -- | ----------------- | ----- | ----------------- | -------------------- |
| 1  | Yūto Fujinaka     | S     | 20 aprile 1994    | Giappone             |
| 2  | Akitomo Kanamaru  | C     | 4 marzo 1984      | Giappone             |
| 3  | Yamato Fushimi    | C     | 24 dicembre 1991  | Giappone             |
| 4  | Taichi Fukuyama   | C     | 20 dicembre 1993  | Giappone             |
| 5  | Rao Shuhan        | C     | 23 dicembre 1996  | Cina                 |
| 6  | Matej Kazijski    | S     | 23 settembre 1984 | Bulgaria             |
| 7  | Kouhei Yanagisawa | S     | 24 maggio 1993    | Giappone             |
| 8  | Hiroya Koori      | C     | 6 febbraio 1996   | Giappone             |
| 9  | Masatoshi Tatsumi | C     | 9 gennaio 1989    | Giappone             |
| 10 | Mitsuki Kobayashi | P     | 10 maggio 1997    | Giappone             |
| 11 | Ryōsuke Hakamaya  | S     | 1º novembre 1988  | Giappone             |
| 12 | Ryo Kohrogi       | L     | 14 agosto 1983    | Giappone             |
| 14 | Yūji Nishida      | O     | 30 gennaio 2000   | Giappone             |
| 15 | Sōta Nakane       | P     | 2 marzo 1996      | Giappone             |
| 16 | Shō Kuboyama      | P     | 4 febbraio 1992   | Giappone             |
| 17 | Ryuta Homma       | L     | 17 ottobre 1991   | Giappone             |
| 19 | Hiroaki Asano     | S     | 6 ottobre 1990    | Giappone             |

## Statistiche

### Statistiche di squadra
| Competizione        | Punti | In casa | In casa | In casa | In trasferta | In trasferta | In trasferta | Totale | Totale | Totale |
| Competizione        | Punti | G       | V       | P       | G            | V            | P            | G      | V      | P      |
| ------------------- | ----- | ------- | ------- | ------- | ------------ | ------------ | ------------ | ------ | ------ | ------ |
| V.League Division 1 | 65    | ?       | ?       | ?       | ?            | ?            | ?            | 29     | 25     | 4      |
| Totale              | -     | ?       | ?       | ?       | ?            | ?            | ?            | 29     | 25     | 4      |

G = partite giocate; V = partite vinte; P = partite perse

### Statistiche dei giocatori
| Giocatore     | V.League Division 1 | V.League Division 1 | V.League Division 1 | V.League Division 1 | V.League Division 1 | Totale | Totale | Totale | Totale | Totale |
| Giocatore     | P                   | PT                  | AV                  | MV                  | BV                  | P      | PT     | AV     | MV     | BV     |
| ------------- | ------------------- | ------------------- | ------------------- | ------------------- | ------------------- | ------ | ------ | ------ | ------ | ------ |
| H. Asano      | 26                  | 75                  | 66                  | 5                   | 4                   | 26     | 75     | 66     | 5      | 4      |
| Y. Fujinaka   | 29                  | 83                  | 64                  | 14                  | 5                   | 29     | 83     | 64     | 14     | 5      |
| T. Fukuyama   | 29                  | 85                  | 55                  | 21                  | 9                   | 29     | 85     | 55     | 21     | 9      |
| Y. Fushimi    | 28                  | 129                 | 84                  | 36                  | 9                   | 28     | 129    | 84     | 36     | 9      |
| R. Hakamaya   | 29                  | 33                  | 28                  | 2                   | 3                   | 29     | 33     | 28     | 2      | 3      |
| R. Homma      | 27                  | 0                   | 0                   | 0                   | 0                   | 27     | 0      | 0      | 0      | 0      |
| A. Kanamaru   | 27                  | 13                  | 8                   | 5                   | 0                   | 27     | 13     | 8      | 5      | 0      |
| M. Kazijski   | 29                  | 464                 | 364                 | 42                  | 58                  | 29     | 464    | 364    | 42     | 58     |
| M. Kobayashi  | 22                  | 10                  | 3                   | 6                   | 1                   | 22     | 10     | 3      | 6      | 1      |
| R. Kohrogi    | 29                  | 0                   | 0                   | 0                   | 0                   | 29     | 0      | 0      | 0      | 0      |
| H. Koori      | 21                  | 8                   | 7                   | 1                   | 0                   | 21     | 8      | 7      | 1      | 0      |
| S. Kuboyama   | 12                  | 0                   | 0                   | 0                   | 0                   | 12     | 0      | 0      | 0      | 0      |
| S. Nakane     | 29                  | 17                  | 5                   | 7                   | 5                   | 29     | 17     | 5      | 7      | 5      |
| Y. Nishida    | 29                  | 714                 | 585                 | 50                  | 79                  | 29     | 714    | 585    | 50     | 79     |
| Rao S.h.      | 2                   | 19                  | 15                  | 3                   | 1                   | 2      | 19     | 15     | 3      | 1      |
| M. Tatsumi    | 3                   | 3                   | 3                   | 0                   | 0                   | 3      | 3      | 3      | 0      | 0      |
| K. Yanagisawa | 4                   | 2                   | 2                   | 0                   | 0                   | 4      | 2      | 2      | 0      | 0      |

P = presenze; PT = punti totali; AV = attacchi vincenti; MV = muri vincenti; BV = battute vincenti